# Astrid Lindgrens arkiv
Astrid Lindgrens arkiv är ett privatarkiv med både tryckt och handskrivet material. Arkivet är ett av de mest omfattande som en enskild svensk lämnat efter sig. Arkivet fyller 137 hyllmeter, och omfattar uppemot tusen arkivkapslar och kartonger. Astrid Lindgrens arkiv utsågs år 2005 av Unesco till Sveriges första världsminne och finns idag bevarat på Kungliga biblioteket.

## Arkivets innehåll
Astrid Lindgrens arkiv innehåller närmare 75 000 brev till författaren, såväl affärs- som privatkorrespondens. Cirka 27 000 brev från 11 800 brevskrivare har katalogiserats i ett brevskrivarregister. Därtill kommer okatalogiserade samlingar med jul- och födelsedagshälsningar, beundrarbrev, barnbrev, teckningar, etcetera. Breven från Astrid Lindgren är jämförelsevis få och utgörs främst av kopior. Ett fåtal originalbrev ingår bland breven från Astrid Lindgren, samtliga skänkta till biblioteket efter hennes död. Registret över brev från Astrid Lindgren omfattar cirka 900 brevkopior till cirka 530 mottagare. Därtill kommer cirka 2 600 brev skrivna av hennes sekreterare under åren 1994–2002.
I arkivet finns cirka 600 manuskript och 660 stenogramblock.
Bland övrigt material finns bland annat drygt 850 fotografier, uppskattningsvis cirka 100 000 pressklipp, affischer, teaterprogram, dedikationsexemplar och annat tryck. 